# John Mylong
Jack Mylong-Münz (Viena, 27 de setembro de 1892 – Beverly Hills, 8 de setembro de 1975) foi um ator e roteirista austríaco, adotou o pseudônimo John Mylong, quando se estabeleceu nos Estados Unidos e naturalizando-se norte-americano.

## Filmografia selecionada
- The Eleven Schill Officers (1926)
- The False Prince (1927)
- The Catwalk (1927)
- Captain Scarface (1953)
- The Crooked Web (1955)
- The Eddy Duchin Story (1956)
- Never Say Goodbye (1956)
- The Beast of Budapest (1958)
- Mermaids of Tiburon (1962)